# Sanguepazzo
Sanguepazzo (traducido al español como Sangre salvaje; en España, Una historia italiana; en México, Fusilamiento en Salò; en el resto de Hispanoamérica, Las Vidas Privadas) es una película italiana dirigida por Marco Tullio Giordana basada en la historia real de los actores italianos prometidos Luisa Ferida y Osvaldo Valenti.

## Reparto
- Luca Zingaretti .... Osvaldo Valenti
- Monica Bellucci .... Luisa Ferida
- Alessio Boni .... Golfiero/Taylor
- Maurizio Donadoni .... Vero Marozin
- Alessandro Di Natale .... Dalmazio
- Luigi Diberti .... Cardi
- Tresy Taddei .... Irene
- Mattia Sbragia .... Alfiero Corazza
- Luigi Lo Cascio .... Partisano
- Sonia Bergamasco .... Prisionera de Pietro Koch